# Спасибо (альбом)
«Спасибо» — п'ятий альбом співачки Земфіри, презентований 1 жовтня 2007 року. У Росії альбом розійшовся тиражем понад 200 000 примірників; ще близько 50 000 копій було продано на території СНД.
Пісні для альбому написані й записані протягом одного року: з осені 2006 до осені 2007 (зі слів самої Земфіри, перша пісня була написана 24 вересня 2006 року). Запис альбому проходив в Лондоні, зведення — в Москві на «Мосфільмі».
На підтримку альбому Земфіра відправилася в тур, який розпочався 21 жовтня 2007 у Владивостоці, і який завершився в Москві у спорткомплексі «Олімпійський» 1 квітня 2008 року.
Загалом альбом отримав змішані відгуки від критиків: деякі рецензенти відзначали новаторство і експериментальність звучання, інші відзначали «сирі і слабкі» тексти пісень.

## Про альбом
На прес-конференції перед презентацією альбому на Винзаводі Земфіра сказала: 
Ці пісні мене запалюють, і я вважаю, що буду співати їх ще довго. В цей альбом увійшли 12 треків, записаних в Лондоні і зведених у Москві.
 Зі слів Земфіри, в альбомі міститься три закінчених цикли по чотири пісні, кожен з них має власний настрій і звукове рішення це доводить. Також Земфіра відзначала, що альбом продуманий і записаний в рекордно короткі для неї терміни. Альбом "Спасибо" Земфіра спродюсувала сама, без традиційної участі звукозаписних компаній. Земфіра пояснювала своє рішення:
Ідея з'явилася невипадково: наш шоу-бізнес прогнив, і мене не влаштовує схема «товар-гроші-товар» і ситуація, коли незрозумілі люди вирішують, якою має бути моя музика.

## Список композицій
Автор музики і слів Земфіра Рамазанова. 
| #   | Назва                              | Тривалість |
| --- | ---------------------------------- | ---------- |
| 1.  | «В метро»                          | 2:51       |
| 2.  | «Воскресенье»                      | 2:29       |
| 3.  | «Дом»                              | 3:50       |
| 4.  | «Мы разбиваемся»                   | 3:22       |
| 5.  | «Мальчик»                          | 3:46       |
| 6.  | «Господа»                          | 3:24       |
| 7.  | «Я полюбила вас»                   | 2:45       |
| 8.  | «Возьми меня»                      | 4:26       |
| 9.  | «Снег начнётся»                    | 4:24       |
| 10. | «1000 лет»                         | 4:10       |
| 11. | «Во мне»                           | 4:05       |
| 12. | «Спасибо (репетиция, ноябрь 2006)» | 3:21       |

## Музика і лірика
Звучання альбому, на відміну від попереднього диску Вендетта, повністю акустичне. Всі основні партії були записані такими учасниками гурту: Земфіра Рамазанова (голос), Дмитро Шуров (клавішні), Костянтин Куліков (труба), Ден Маринкін (барабани), Олексій Біляєв (бас), Юрій Топчій (гітара). Як запрошений гітарист виступив Юрій Цалер (гурт «Мумій Троль»). У записі також взяв участь Оркестр Кінематографії під керівництвом Сергія Скрипки.

### Пісні
«В метро»
Дебютна композиція, в якій поєднуються духові інструменти і клавіші. Сама Земфіра характеризує її як «бойовиту, але романтичну. Пісня - нерв. Труба як надія». Олексій Мажаєв писав, що «В метро» - єдина робота в альбомі, де клавішна і вокальна напруженість здаються виправданими".
«Воскресенье»
Побудована на гітарних акомпанементах в супроводі клавішних, духових та ударних. Лірика двох пісень досить нетипова для творчості співачки. Олексій Мажаєв писав, що «рима "пятница — Москва колбасится" залишає відчуття якоїсь вимученості». Пісня була написана досить швидко. Автор зазначає, що вона «легка і неформальна. Пісня - свято».
«Дом»
Пісня написана в досить світлому душевному стані. Земфіра говорила, що піднесений дух змогла протягнути через всю роботу над піснею. Критики порівнювали рядки пісні «У меня прекрасный дом, старый и красивый, я живу недавно в нем грустной и счастливой…» з ранньою творчістю Андрія Макаревича. Микола Фандеєв припустив, що пісня створена під враженням пластинки «Spyglass Guest» 1974 року гурту Greenslade.
«Мы разбиваемся»
Формальну другу частину альбому відкриває пісня «Мы разбиваемся» — фортепіанна балада, яка є центральною композицією в роботі.
Пісня стала найбільш успішною для Земфіри і не сходила з першої позиції в музичних чартах протягом декількох тижнів. На пісню був також знятий короткометражний фільм-кліп, режисером якого стала Рената Литвинова. І вона ж зіграла в ньому головну героїню. Дія розгортається на околиці міста, куди приїжджає машина з трьома чоловіками - кілерами. Згідно із завданням, вони повинні вбити четверту спільницю, через яку загинули їхні колеги. Оповідь ведеться від одного з агентів, який закоханий в неї і сам виконує вирок пострілом в її потилицю. Земфіра ж у кліпі з'являється, стоячи біля концертмейстера в сараї і виконуючи приспів пісні. В кінці треку можна почути вигук Ренати Литвинової «Браво!».
«Мальчик»
Пісня із приспівом, який дуже легко запам'ятовується: «Денег ноль, секса ноль — музыка сдохла, мальчик в ноль!» і партією фортепіано у супроводі гітарної партії. Ця пісня стала першим записом для альбому після довгої перерви. На сайті співачки був викладений максі-сингл «10 мальчиков», який містить в собі 10 ремейків пісні «Мальчик», надісланих співачці в ході конкурсу, проведеного в Інтернеті.
«Господа»
Композиція складається з двох частин - повільної, основаної на ритмі і голосі, та інструментальної, яка складається з майстерно зроблених фортепіанних соло, що нагадують про атмосферу кабаре.
«Я полюбила Вас»
Як і композиція «Господа», пісня також побудована на фортепіанних соло в супроводі скрипки, кастаньєт і акордеона. Пісня написана вранці під враженням від читання віршів Марини Цвєтаєвої.
«Возьми меня»
Композиція з низьким вокалом Земфіри, побудована на акомпанементі фортепіано, вібрафона та джазової ритм-секції. Земфіра відзначала, що ця пісня «найделікатніша по звуку і стану».
«Снег начнётся»
Меланхолійна пісня «про очікування» з контрастним вокалом і цікавою інструментальною вставкою. На пісню був знятий відеокліп, викладений на офіційному сайті Земфіри 1 грудня 2008 року. Відео було зроблено Олександром Лобановим і нагадує відео-інсталяцію.
«1000 лет»
Найпохмуріша композиція з альбому запам'ятовується по крику Ренати Литвинової в середині пісні і супроводом клавесинної партії. Пісня також має рядок «Бери Chanel, пошли домой», яку багато хто сприйняв як відхід Земфіри в «гламурний постмодерн». Пісня була написана, коли у співачки були проблеми зі зв'язками і лікар заборонив їй розмовляти. Звучання пісні Земфіра довго тримала в голові, не пробуючи на слух. Також автор говорить, що ця пісня - улюблена з цього альбому.
«Во мне»
Лірична композиція з ударним і клавішним супроводом, яка розповідає про найбільш особисті думки співачки: «Во мне города, во мне — вся любовь…». Земфіра характеризє пісню як «думку, яка її пронизала. Пісня — відкриття».
«Спасибо»
Завершує альбом спокійна клавішна «Спасибо». Пісня є записом з репетиції в листопаді 2006 року (на другом куплеті Земфіра віддає команду: «Приспів!»). Земфіра вважає цю пісню «головним повідомленням пластинки. Пісня — вдячність».

## Реліз
Ще влітку 2007 року стало відомо, що співачка готує новий альбом, і тоді ж Земфіра дала єдиний концерт в Москві (Зелений театр ЦПКіВ ім. Горького), поставши перед публікою в новому іміджі (несподівана худорлявість Земфіри одразу породила хвилю чуток і домислів про різні хвороби і наркозалежність). Перед виходом альбому було презентовано сингл «Мальчик» і кліп на пісню «Мы разбиваемся», знятого Ренатою Литвиновою.

## Нагороди
- Rock Alternative Music Prize (RAMP) 2008 — премія в номінації «Альбом року»